# Paraclius nigroterminalis
Paraclius nigroterminalis är en tvåvingeart som beskrevs av Van Duzee 1931. Paraclius nigroterminalis ingår i släktet Paraclius och familjen styltflugor. Inga underarter finns listade i Catalogue of Life.